# 狸猫换太子传奇
《狸猫换太子传奇》，即《大宋奇案之狸猫换太子传奇》是中央电视台电视剧频道于2005年播出的一部古装电视连续剧。该剧改编自清代评书《三侠五义》中“狸猫换太子”的故事，并融进历史资料和传奇故事。

## 剧情概述
北宋真宗年间，真宗皇帝与王府诰命李玉相爱，進宮受封為宸妃，而皇帝元配德妃刘娥爭寵，與內侍總管太監郭槐、副相丁謂朋黨用尽奸计欲置李玉于死地，曾利用皇帝偕李辰妃微服出巡時以周密的奸計謀害，倖得宰相寇準暗中安排救駕成功，奸計未果，皇帝自己也險些遇害。在李玉怀孕后，刘德妃與郭槐、丁謂聯合江湖術士無壽暗地里精心策划了狸猫换太子的毒计，用障眼法使皇帝亲眼看到李玉产下了妖孽——狸猫，龙颜震怒。随后廢辰妃封號，禁錮玉辰宮，劉德妃仍欲趕盡殺絕，趁夜火焚玉辰宮，倖李玉趁亂逃亡出宮。此後皇帝迷戀求丹，疏於朝政，國家朝政陷入刘氏朋黨的控制之中。在这国家危难之际，開封府府尹包拯临危受命，正義之師早已暗中伸入了劉氏勢力，反將她一軍，與奸臣們展开了一场惊心动魄的生死较量。

## 角色介紹
| 演員              | 角色                   | 介紹 |
| 张永强            | 趙恆 ( 宋真宗 )        | 男，44 歲 ~ 54 歲 ( 歿 )，本劇之第一男主角。 正史中人物，北宋第二世第三任皇帝，宋太宗趙匡義之子。 趙恆尚文，沒有伯父宋太祖、父親宋太宗的英勇，但也是個勤政愛民的好皇帝，劇中 ( 以下凡有此二字，代表未見於正史中 ) 曾為陳州鬧飢荒而自責，皇子殺了一名小太監便要厚葬他。最顯著的功績就是御駕親征澶州，擊退契丹遼軍，劇中也因這場成功的戰役而博得李玉的傾心，是李宸妃人生中最重要的第一人。 劇中的趙恆個性「懼內」，憂柔寡斷，雖有皇帝的威儀，但容易心軟，長期受元配德妃劉娥的蒙蔽和擺佈卻不自知，頗有唐高宗李治的遺風。 夾在劉娥和李玉二妃之間無不困擾，後因劉娥作風離心離德，他漸漸鐘情於李玉，更引發出劉娥的嫉妒進而加害李玉。 趙恆晚年崇尚道教煉丹之術，劇中劉德妃為了掌權，趙恆被她安排的江湖匪類以靈丹控制，於是政權旁落劉氏外戚手中。趙恆原以為服用仙丹可以長生不老，沒想到龍體每況愈下，終因得知貍貓換太子的真相，吐血身亡。 |
| 董璇              | 李玉 ( 李宸妃 → 太后 ) | 女，20 歲 ~ 30 歲，正史中的章懿皇后，宋仁宗趙禎的生母。 本劇之第一女主角。 劇中為三山王妃陶三春的姪孫女，封為一等誥命。 貍貓換太子案的主要受害者。 劇中美麗樸實，敏慧賢淑，凡事只為別人設想，從不為己。學富五車，可以與皇帝、包拯大談歷史與時政，才貌雙全。 劇中在澶州戰役期間，因主戰派和主和派爭論不休，她適時展現了自己的才華，主戰論深得軍心，為皇帝趙恆所傾慕，她也仰慕於趙恆御駕親征的武略，兩人因而相戀，趙恆迎她進宮，而她的悲慘命運也就此揭開了序幕。 劇中她因自己的單純和善良而招禍，卻也因自己的單純和善良否極泰來，她曾說：「記得當時寇相爺 ( 寇準 ) 曾經問我：『妳知道什麼是後宮嗎？』我回答說：『後宮是皇帝起居之所，是一個莊嚴祥和的聖地，既能與自己的愛人長相廝守，又能夠輔佐他處理國家大事。』」 劇中深得寇準喜愛，寇準視如己出地呵護她，以及深得包拯、陳琳等人的敬愛。                                          |
| 刘蕾              | 刘娥 (劉德妃 → 皇后)   | 女，30 歲 ~ 40 歲 ( 歿 )，正史中的章獻皇后。 本劇之第二女主角，也是本劇中的主要反派。 貍貓換太子案、天書案 ( 可能改編自北宋帽妖案 )、廬州弒君案的主謀。 劇中是蛇蠍美人，心地陰險毒辣，欲達目的不擇手段，一心想仿效漢朝呂后、唐朝武则天女子干政的雄心，卻淪為類唐朝韋皇后弒君的狼子野心。趙恆當時為太子时，她与趙恆是不受祝福的苦命鴛鴦。先皇太宗已看出她可能是禍水，而禁止太子趙恆與她交往，將她趕出宮去。沒想到她得勢之後，媳婦熬成婆，開始剷除異己，並禁止皇帝在感情上有貳心，所以三宮六苑對身為皇帝的趙恆來說是不可能的，真正應證了先皇太宗的慧眼。當李玉進宮後，變成了她主要的眼中釘，肉中刺，軟硬兼施，處心積慮的想除之而後快。 劇中勾結參政丁謂、王欽若等朝中大臣坐大，權傾朝野，與寇準一派爭鋒相對，進而想謀朝篡位，幾成當時的外戚大患。 最後貍貓換太子案東窗事發，墜樓自殺。                                              |
| 梁冠华            | 寇准                   | 男，62 歲 ( 歿 )，正史中人物。 本劇第一男配角。 劇中為老謀深算、智慧超凡的首輔宰相，沒有看不破的事；外柔內剛，對皇帝趙恆直諫敢言，是皇帝又愛又恨的一代良相，劇中常被喻為「古有唐相魏徵，今有宋相寇準」。 劇中非常喜愛宸妃李玉，視如己出，是李宸妃人生中最重要的第二人。 一手提拔包拯，與江湖義士之北俠歐陽春、南俠展昭有莫逆交情，也是保護李宸妃的清流派軍師。 劇中因德妃劉娥以狸貓換太子陰謀陷害李宸妃，火焚玉辰宮，寇準認為宸妃已被燒死在火海中，傷心過度，憂憤而死。 |
| 赵毅              | 包拯                   | 男，20 歲 ~ 30 歲，正史中人物，廬州合肥人氏。 本劇第二男配角。 劇中包拯皮膚黝黑，眉宇間有一月牙，剛開始為通過科舉鄉試的舉人，正準備會試應考中，在合肥老家曾險些被自己唯利是圖的二哥、二嫂毒害。 為人正直，剛正不阿，劇中曾因皇帝落難救駕有功，而得到皇帝和寇準的賞識，皇帝欲直接欽點他功名在朝為官，但他堅持要參加全程會試和殿試的應考，以求公平取士。 劇中因以舉人身份與寇準一同參與審訊廬州弒君案，深得德妃劉娥的記恨，寇準擔心他在進京趕考的途中會遭暗算，密請南俠展昭假扮書僮一路保護他進京。 劇中包拯會試中試，又應殿試而及第三甲進士，欽點為狀元，任開封府府尹。 劇中為寇準清流派的新生力軍，是李宸妃人生中最重要的第三人。 |
| 淳于珊珊          | 陈琳                   | 男，總管太監，皇帝趙恆的內侍。 忠義之人，會武功，深藏不露。貍貓換太子陰謀中搭救太子的最大功臣。 個性外圓內方，不得罪惡勢力，但始終暗中維護著李宸妃。 雖為皇帝內侍，但與皇帝如同兄弟般的感情，敢於直諫皇帝。 |
| 沙玉华            | 陶三春                 | 女，75 歲 ~ 85 歲，開國元勳三山王鄭恩之妻。 忠義之人，年邁但老當益壯，武功功力不減，曾參與澶州之役，也是撫養皇帝趙恆長大的代母，趙恆尊稱她為「老宗主」，免行跪拜之禮，如同太后般的禮遇。 貍貓換太子陰謀下護主的第二大功臣，小太子被陳琳救出宮外後，託孤於她，撫養長大。 她手持的龍杖，為太祖敕賜，可上打昏君，下打佞臣，朝野上下無不敬她三分。 |
| 李绪良            | 郭槐                   | 男，後宮總管太監，德妃劉娥的內侍。 貍貓換太子案、天書案、蘆洲弒君案陰謀的元凶之一。 最後貍貓換太子陰謀被揭發，畏罪自盡。 |
| 黄慧              | 窛珠                   | 女，16 歲 ~ 26 歲，原為劉娥之內侍宮女，後投奔李玉。 忠義之人，李宸妃逃出宮10年均隨侍在側，護主有功，宸妃以姊妹相稱。 |
| 须乾              | 丁谓                   | 男，正史中人物。 劇中為反派朝臣，官拜參知政事 ( 副相 )。 天書案的主謀者。 與寇準向有宿怨，爭鋒相對，形成朝野黨爭。 勾結劉娥與江湖匪類壯大外戚勢力，為非作歹。 |
| 刘爽              | 杨排风                 | 女，楊門女將之一。 劇中被欽點為禁軍副統領。 忠義之人。原為楊家管理柴房的燒火丫頭，從小仰慕楊門的英烈典範，也跟著習武，而成為女將。澶州之役表現展露頭角，又在廬州弒君案中救駕有功，欽點為禁軍副統領，護衛大內，也協助保護李宸妃。 |
| 杨斯              | 李玉英                 | 女，劇中為包拯之妻。 原為滁州的一名富家千金小姐，因包拯協助滁州知州破了數案，她傾慕包拯的聰敏智慧，央求父親將自己許配給包拯。 後流落民間的李宸妃心如止水，不再奢想回宮，玉英用她的智慧，使出女孩子家的心理勸術，婉勸宸妃應以大局為重，必須回宮匡扶嗣君。 |
| 赵志刚            | 展昭 ( 南俠、御貓 )    | 男，《三俠五義》中人物。 忠義之人，武藝超群，擅劍法，江湖上譽之為「南俠」。 後欽點為四品帶刀護衛，由於其輕功獨到，無影無聲，如同貓一樣，故封號為「御貓」 劇中與寇準久有交情，被邀請假扮書僮護送包拯進京趕考，而仰慕於包拯的剛正不阿、不畏強權。 協助剷除陷害李宸妃的江湖匪類。 |
| 李海峰            | 欧阳春 ( 北俠 )        | 男，《三俠五義》中人物。 忠義之人，武藝超群，擅刀法，江湖上譽之為「北俠」。 劇中與寇準久有交情，協助剷除陷害李宸妃的江湖匪類。 |
| 王遼              | 楊文廣                 | 男，楊家將之一。 忠義之人，澶州之役功績卓越。 |
| 張呈祥            | 王曾                   | 男，正史中人物。 忠義之人，宰相之一。 |
| 廬明              | 王延齡                 | 男，《三俠五義》中的朝臣。 忠義之人，劇中與包拯在會試中同榜登科，應殿試而及第三甲進士，欽點為榜眼。 |
| 宋嵩 ( 分飾二角 ) | 劉益                   | 男，劉娥之堂弟。反派人物。 黃婆姹女案的幫凶。 劇中參加會試科考，劉娥暗中舞弊，遂與包拯同榜登科，應殿試後，原本由劉娥、丁謂操控欲使皇帝欽點他為狀元，但寇準、王曾極力反對，認為連榜眼都不配，後勉強欽點為探花。初任翰林院編修，後劉娥不滿他位卑權小，而改任虞候。 |
| 宋嵩 ( 分飾二角 ) | 劉智                   | 男，劉娥之堂弟，劉益之弟，反派人物，虛構人物。 黃婆姹女案的幫凶。 劇中為陳州知州，仗外戚之勢欺壓百姓，收刮民脂，強占民產，利用賑災官銀吃喝嫖賭，使得陳州百姓水深火熱。 包拯陳州糴糧時，堂審出他的所有罪狀，判死於虎頭鍘刀之下，為民除害。 |
| 姚擴              | 周擴                   | 男，忠義之人，禁軍統領。 曾在廬州弒君案中身受重傷，後在貍貓換太子案中，認為皇帝糊塗不聽諫言，憂憤而飲劍自刎。 |
| 王心聖            | 王欽若                 | 男，正史中人物。 宰相之一，劇中為反派，與丁謂同為劉娥的爪牙。 |
| 劉旭              | 魔天儔 ( 無壽道長 )    | 男，反派人物。江湖匪類，魔力高超，擅用魔天掌。劉娥的爪牙之一。 黃婆姹女案的主謀。 天書案、貍貓換太子案的主要執行者。 在廬州弒君案中，展昭中其魔天掌而身受重傷，但後來弒君行動未遂。 天書案時，假扮道行高深的道長身份進宮，以百枚轟天雷炸藥製造出開天眼的假象降下天書，預言李宸妃將產下妖孽。 貍貓換太子案後，趙恆封其為國師常駐宮中，迷惑趙恆煉取靈丹以長生不老，卻反使趙恆龍體每況愈下。 |
| 黃科              | 趙禎 ( 太子 → 宋仁宗 ) | 男，0 歲 ~ 11 歲，正史中人物。 北宋第三世第四任皇帝，趙恆與李宸妃之子。 劇中為貍貓換太子案被調包的小太子，由陶三春託孤，在三山王府長大。 11 歲時回歸趙家皇室正朔，趙恆在太子趙瑗死後，立其為太子。 趙恆駕崩後繼承大統。 |
| 李君良            | 謝吼                   | 男，反派人物。民間當舖負責人，陳州知州劉智的爪牙之一，聽命於劉智。 黃婆姹女案的幫凶。 |
| 馬玲              | 佘珍                   | 女，劉娥之內侍宮女，良善之人，不得罪劉娥，但也不成為她的爪牙。 貍貓換太子陰謀中，劉娥命她將小太子投入金水河裡溺斃，但她不忍，求救於陳琳。 在趙禎登基後，因救太子有功而得封賞。 |
| 鄒遼軍            | 趙瑗 ( 太子 )          | 男，0 歲 ~ 10 歲 ( 歿 )，虛構人物。 趙恆與劉娥之子，曾被立為太子。 劇中被劉娥寵壞，恃寵而驕，年幼即嗜殺，趙恆很憂心，但劉娥卻引以為傲，後因玩耍而摔死。 |
| 季軍              | 包海                   | 男，劇中為包拯之二哥，覬覦家產，心術不正，嫉妒包拯，曾險些毒死全家人。 |
| 崔海濱            | 包二嫂                 | 女，劇中為包海之妻，包拯之二嫂，與夫沆瀣一氣，覬覦家產，心術不正，嫉妒包拯。 |
| 孔慶子            | 包太公                 | 男，劇中為包拯之父。 |
| 何杰              | 包山                   | 男，劇中為包拯之長兄。 |
| 吳雲峰            | 花沖                   | 男，反派人物。江湖匪類，劉娥的爪牙之一，聽命於魔天儔。 |
| 肖建慧            | 鄧車                   | 男，反派人物。江湖匪類，劉娥的爪牙之一，聽命於魔天儔。 |

## 本劇特色
- 全劇由中國國家交響樂團配樂，配合劇情的氛圍，輔以抑揚頓挫的音效，頗有歌劇史詩般的震撼與柔情交織之美。

- 全劇以兩枝箭射在澶州城門牌上開鏡，刻畫宋遼的澶州大戰，契丹遼國大軍兵臨城下，在敵強我弱的現況下，真宗皇帝趙恆率宰相寇準及列位首輔大臣御駕親征，提振戍邊三軍，戰場場面營造得浩大而壯烈；後有楊文廣與遼國大將軍單槍匹馬決一死戰，克敵至勝，訂定《澶淵之盟》，班師回朝，充分表現出全劇落點的歷史背景，與正史環環相扣。

- 加入正史之寇準與丁謂的黨爭背景，發展出寇準與辰妃李玉、包拯、陶三春、楊家將等人象徵清流派，丁謂、王欽若、德妃(皇后)劉娥及劉氏家族象徵反派，並且集結江湖匪類做亂，後宮與官場同流合污，最後亦有謀朝篡位的野心，刻意增添了劇中皇后劉娥黑暗勢力的色彩。

- 加入楊家將之楊文廣、楊排風、野史之老王妃陶三春 ( 開國名將鄭恩的夫人 )、丞相王延齡、《三俠五義》中北俠歐陽春、南俠展昭等忠義之人仗義相挺寇準、包拯、李辰妃的戲碼。

- 刻意提高劇中辰妃李玉的敏慧賢淑與學富五車的價值，在李辰妃隨皇帝趙恆微服出巡時，曾在包府與包拯大談歷史與時政，從三皇五帝始，論及商湯、周武王、秦始皇、漢武帝、唐太宗、武則天...至當朝 ( 北宋 )，李辰妃無不精通，侃侃而談。

- 全劇重寫實，省去戲曲原劇中包拯陳州糴糧的「落帽風」異象橋段，凡天呈異象或怪力亂神的部份，如百雷轟天開天眼降下天書 ( 可能改編自「北宋帽妖案」)、宋太祖顯靈揀選皇儲等等，皆為江湖匪類的故弄玄虛，或義俠的暗中佈置，非真有怪力亂神之超脫現實的異象情節。

- 劉娥雇用江湖術士無壽佈署障眼法，讓皇帝趙恆親眼見到李辰妃產下妖孽 ( 已剝皮的死狸貓 )，比戲曲原劇中在生產後才將死狸貓呈給皇帝，更能表現出使皇帝「信實」而成功瞞天過海的邏輯感。

- 刻畫科舉大考之京師會試闈場，及金鑾殿上殿試取士三甲的情形。

- 李玉的玉辰宮、劉娥的碧蕓宮建築物旁都設置了大水車，充分呈現宋代水車的進步史實。

- 全劇的情節比例，前面刻意鋪陳德妃劉娥陰險狡詐及權傾朝臣的戲碼占了三分之二，後三分之一才真正進入貍貓換太子情節，致使結局略趕而草率，猶顯頭重腳輕。

## 劇中不合史實之處
- 史載宋真宗趙恆生於公元968年，寇準生於961年，寇準只比趙恆大7歲。
但本劇中趙恆是黑髮壯年，而寇準卻已白髮蒼蒼。

- 史載宋真宗趙恆駕崩於公元1022年，寇準去世於1023年。
但本劇中寇準比趙恆早逝。

- 史載包拯在宋仁宗天聖五年（1027年）才進士及第。
但本劇中包拯卻在真宗時就進士及第了。依據時空推論，真宗趙恆應該不認識包拯才對。公元1003年立《澶淵之盟》回朝之後，真宗趙恆又趁「咸平之治」的安定局勢微服出巡；而包拯生於999年，咸平之治時包拯應是不到5歲的孩子，劇中趙恆卻在微服出巡時與20歲弱冠的包拯結識，包拯也在真宗朝期間拜相。

- 史載小太子趙禎11歲登基，是為宋仁宗，由劉太后(章獻明肅皇后) 垂簾聽政。
但本劇中皇后劉娥從未垂簾聽政，趙禎登基時，劉皇后已被廢，劉氏勢力已垮台，趙禎冊封生母李宸妃為皇太后 ( 章懿皇后 ) 垂簾聽政。
而正史中，李宸妃生前并未与儿子相认，更无從受封为皇太后及垂簾聽政。
- 刘娥原型章獻明肅皇后的前夫龚美，她因家贫，入趙恆王府，成为他的宠妾。曾因趙恆乳母秦国夫人之故，被逐出王府，后又复召。趙恆登基后，刘氏逐渐参与政事。刘氏被立皇后后，由于真宗长年患病，多由刘皇后决定大政。刘皇后虽显贵，但并无亲族，故以前龚美为兄长，改姓刘，以为亲族。
- 史載包拯有三任妻子，第一任妻子姓張，第二任姓董，第三任姓孫 ( 媵孫氏 )。
但本劇中的插曲，包拯赴京趕考途經滁州，因富家千金李英兒傾慕包拯，兩人結髮聯姻，是為第一任包妻，卻姓李；而其史載的三任妻子中也並無姓李者。

## 大幅改編戲曲原劇之處
- 本劇中德妃劉娥的碧蕓宮宮人寇珠因得罪劉娥，怕自己有生命危險，在狸貓換太子陰謀之前就已投奔李宸妃。
而在戲曲原劇中，寇珠並未投奔李辰妃，而是被迫參與貍貓換太子陰謀，但其護主的忠義之心，矢口隱瞞真太子的去處，最後遭劉娥和郭槐嚴刑拷打至體無完膚而死，而本劇中寇珠並未被迫參與貍貓換太子陰謀。

- 本劇中在狸貓與小太子趙禎調包後，德妃劉娥命宮人佘珍密將小太子趙禎投入金水河中。
戲曲原劇中，是派宮人寇珠溺太子，但本劇中當時的寇珠已投奔宸妃。

- 本劇中李宸妃帶著寇珠逃出宮去，寇珠始終如一隨侍在側，兩人在城郊瓦窯相依為命。平反昭雪之後，寇珠因功封為大長公主。
戲曲原劇中，宸妃逃出宮去時，寇珠早已死，並非寇珠長伴李妃，而是她收了一名市井乞丐為義子，兩人以賣菜相依為命。

- 本劇中被調包的小太子趙禎是被密送至鄭王府由老王妃陶三春收養託孤。
戲曲原劇中則是被密送至八賢王趙德芳府收養託孤。

- 本劇中李宸妃被廢於玉宸宮禁錮，幾天後玉宸宮遭焚，李妃倖逃出火海出宮。
戲曲原劇中則是李宸妃被廢之後，長年禁錮於玉宸宮，小太子趙禎回宮立為太子後，七歲時，因偶然機會發現了自己的生母──玉宸宮被禁錮的李妃，十歲時被太后劉娥得知趙禎就是當時用狸貓調包的皇子，這時纔暗夜火焚玉宸宮，欲將李妃燒死，以求死無對證（可能改編自《宋史》之真宗大中祥符八年皇宮火案，符合正史的時空邏輯 ）。

- 本劇中包拯與李宸妃是舊識，狸貓換太子陰謀得逞時包拯也知道，只是當時他才剛及第不久，位卑權小無力平反，只能眼睜睜看著李妃落難。後包拯在陳州遇到流落民間的李妃時，因早已認識她，所以一眼即認出她是李宸妃，包拯已是宰輔，可以左右權勢。
戲曲原劇中，其實李妃與包拯素不相識 ( 符合正史的時空邏輯 )，包拯在仁宗朝任宰輔兼開封府府尹時，受皇命前往陳州糴糧，因落帽風循線發現流落民間的李妃，包拯以為是一名市井瘋婦胡言亂語，後來幾番試探、求證，才讓包拯確認她就是李妃，這纔知道整件陰謀的來龍去脈。

- 本劇在民間發現李宸妃、密接李宸妃回宮時，仍是在真宗朝，真宗趙恆得知真相後，親自下旨賜死劉娥。
戲曲原劇中，真宗至死都不知真相，也不知李妃沒死。整件陰謀是在仁宗朝時，真相才水落石出，賜死劉娥的是仁宗趙禎。

- 本劇在陰謀揭穿後，真宗趙恆恢復李宸妃封號，重返玉宸宮。趙恆駕崩，小太子趙禎登基，李宸妃為皇太后垂簾聽政。
戲曲原劇中，則是小太子趙禎登基後由劉娥太后垂簾聽政 ( 符合正史 )，趙禎長大成人還政後，貍貓換太子陰謀才平反，趙禎親自去民間接母后回宮，李妃從未垂簾聽政 ( 符合正史 )。

- 本劇陰謀揭發之後，包拯在上書房將全案稟明真宗皇帝，皇帝龍顏大怒，當下直接下旨廢后處死。總管太監郭槐畏罪自殺，皇后劉娥在行刑前跳樓輕生，全案未進入司法程序。
戲曲原劇中，則是貍貓換太子一案由仁宗皇帝命包拯全權審理，進入司法程序後，在開封府升堂審訊時，郭槐矢口否認貍貓換太子陰謀，後包拯以其人之道還治其人之身，把開封府佈置成陰曹地府的森羅殿，自己假扮成閻羅王，公孫策為鬼判官，侍從們為牛頭馬面和眾鬼差，使郭槐誤以為自己已死，來到地府受陰間審判，並派人假扮寇珠鬼魂出沒，使郭槐心虛而全盤脫出貍貓換太子陰謀，招供畫押後，郭槐才知中了計，但為時已晚，被包拯以欺君害主之謀逆大罪判棄市，以虎頭鍘在菜市口斬首示眾；劉太后則賜白綾吊死。

- 本劇中的一段插曲「李英兒成為包夫人」── 包拯赴京趕考途中行經滁州，因緣際會之下協助滁州知州破了數案，深得民間富家千金李英兒的傾慕，遂以抓鬼名目請包拯寄宿家中，因而揭穿了指腹為婚的表哥馮君衡，因覬覦李家家產而裝神弄鬼陷害李父案。李父終於看清了馮的為人，於是改變心意將女兒英兒許配給包拯，而成了包夫人。
戲曲原劇中無此情節，而李英兒的插曲元素，則是來自另一則民間流傳的包公奇案《探陰山》，或名《鍘判官》──李英兒在包公奇案裡名叫柳金蟬，全案發生在祥符縣。從娘胎便與父親好友顏家的兒子顏查散指腹為婚，後顏家家道中落，柳父嫌貧愛富想要毀婚，而自己姊姊適馮，也是大戶人家，於是看上了姊姊的兒子馮君衡，想要把女兒嫁給表哥馮君衡，但馮君衡是個為富不仁的小人，柳父仍始終想要門當戶對，後赴京趕考的顏查散，途中借宿柳家，顏柳二人首次見面也一見鍾情。馮君衡不服，想要加害顏查散，趁顏柳二人暗夜庭院幽會時，殺了一婢女秀紅，栽贓嫁禍給顏查散，馮殊不知自己的玉珮掉落遺留在命案現場，被柳父發現，而柳父為了準親家的關係，故意暗藏了玉珮物證，又為了擺脫顏查散的麻煩，也期望顏查散被判死罪，而祥符縣縣令大人失察，果真判了顏查散死罪打入死牢；後柳金蟬為顏申冤上告開封府，包拯抽絲剝繭，查出了玉珮線索，於是才讓馮君衡俯首認罪，還顏查散清白，柳父也回心轉意，將女兒金蟬嫁給顏查散。